# Roger Conant
Roger Conant (* 6. Mai 1909, Mamaroneck (New York); † 19. Dezember 2003, Albuquerque) war ein amerikanischer Herpetologe, Autor, Lehrer und Naturschützer.

## Leben
Conant wuchs in Philadelphia im US-Bundesstaat Pennsylvania auf. Sein Vater starb früh und um seiner Mutter zu helfen, nahm er als Jugendlicher eine Aushilfsarbeit im Zoo von Philadelphia an. Hier begann seine lebenslange Leidenschaft für Reptilien.
1929 zog er nach Toledo, Ohio, und arbeitete als Leiter der Reptilienabteilung, später als Hauptkurator des dortigen Zoos. 1935 kam er als Leiter (Kurator) der Reptilienabteilung an den Zoo von Philadelphia zurück. Von 1946 bis 1947 war Conant Präsident des amerikanischen Zoo- und Aquarienverbandes und 1952 Mitgründer der Herpetologischen Gesellschaft Philadelphia. 1967 wurde er zum Direktor des Zoos von Philadelphia befördert.
Wegen der Krankheit seiner Frau Isabelle Hunt Conant, die als Tierfotografin viele Fotos zu seinen Bestimmungsbüchern beigetragen hat, zog Conant 1973 nach Albuquerque und nahm eine Professur an der University of New Mexico an. Seine Frau Isabelle starb 1976. 1979 heiratete er Kathryn Gloyd, Witwe seines Freundes und Kollegen Howard K. Gloyd.
Am 19. Dezember 2003 starb Roger Conant an Krebs.

## Wissenschaftliche Leistungen
Conant wurde zu einem der bekanntesten Herpetologen der Vereinigten Staaten, nachdem er 1958 eines der ersten vollständigen Bestimmungsbücher über nordamerikanische Reptilien geschrieben hatte. Ab 1976 vollendete er seine Monografie über die Vipern-Gattung Dreieckskopfottern (Agkistrodon), die er in den 30er Jahren begonnen und später Howard K. Gloyd fortgeführt hatte.
Insgesamt verfasste er zwölf Bücher und rund 240 wissenschaftliche Aufsätze.
Er beschrieb zahlreiche neue Schlangenarten, darunter mehrere Arten der Gattung  Amerikanische Schwimmnattern (Nerodia) sowie der Gattung Strumpfbandnattern (Thamnophis). Noch in seinem Todesjahr beschrieb er neue Unterarten der Mexikanischen Strumpfbandnatter.

## Ausgewählte Werke
- Autobiografie: A Field Guide to the Life and Times of Roger Conant, Canyonlands Publishing Group, 1997: ISBN 0-9657446-0-4
- A Field Guide to Reptiles and Amphibians: Eastern and Central North America (Mitautor: Joseph T. Collins), 1. Auflage 1958, 2. Aufl. 1975, Houghton Mifflin (P): ISBN 0-3951997-7-8
- Peterson's Field Guide to Reptiles and Amphibians of the Eastern United States, 1958
- North American Watersnakes: A Natural History, University of Oklahoma Press, 2004: ISBN 0-8061359-9-9
- Reptiles and Amphibians (Peterson First Guides), Houghton Mifflin Company, 1999: ISBN 0-3959719-5-0
- Snakes of the Agkistrodon Complex: A Monographic Review (Mitautor: Howard K. Gloyd), Ssar Pubns, 1990: ISBN 0-9169842-0-6
- The Reptiles of Virginia, Smithsonian Books, 1997, ISBN 1-5609875-4-5